# L'Année des Français (série télévisée)
Pour les articles homonymes, voir The Year of the French.
L'Année des Français (The Year of the French) est un feuilleton télévisé réalisé par Michael Garvey et adapté du roman de Thomas Flanagan, diffusé pour la première fois en 1982. Il s'agissait d'une coproduction de la chaîne de télévision irlandaise RTÉ, de la chaîne de télévision britannique Channel Four et le radiodiffuseur français FR3. 

## Historique
Le premier épisode a été diffusé à la télévision RTÉ le 18 novembre 1982. En France, l'émission était baptisée L'Année des Français et avait été diffusée pour la première fois le 23 mai 1983.
Le titre fait référence à l'année 1798, lorsque les troupes françaises se rendent en Irlande pour soutenir les rebelles irlandais contre les forces britanniques dirigées par Lord Cornwallis.
Pour accompagner la série, Paddy Moloney a composé et arrangé la musique interprétée par les Chieftains, dirigée par Proinnsias O'Duinn, avec Ruairi Somers à la cornemuse. L'album de cette musique est sorti en 1983.
L’historien Guy Beiner a montré que le tournage de la série à Killala, dans le comté de Mayo, avait eu un impact sur le folklore local et sur les traditions orales régénérées de Bliain n bhFrancach, terme irlandais utilisé pour désigner l’Année du Français, qui était couramment utilisé, se référant au souvenir de l'intervention française  et de la rébellion locale de 1798.